# ニコラス・セフチェンコ
ニコラス・セフチェンコ（葡: Nicolau Sevcenko）は、ブラジルの歴史家。1952年にサンパウロ州サントスでソビエト・ウクライナ戦争から逃れてきたウクライナ人家庭に生まれ、2014年8月13日にサンパウロで歿した。

## 生涯
1981年、ニコラス・セフチェンはサンパウロ大学から社会史の博士号を取得しました。その後、サンパウロ教皇庁カトリック大学やカンピーナス州立大学で職を経験し、1985年に再びサンパウロ大学に戻りました。1986年から1990年まで、彼はロンドン大学で博士研究員を務めました。1992年からはサンパウロ大学で教授として活動しています。2009年6月12日、彼はハーバード大学のロマンス言語および文学の教授に任命されました。彼の専門分野は現代史であり、特に1920年代の文化やサンパウロに焦点を当てています。

## 著書
- História da vida privada no Brasil (ポルトガル語). 1999年. ISBN 857164652X.
- Literatura como missão (ポルトガル語). 2009年. ISBN 8535904093.
- Orfeu extático na metrópole (ポルトガル語). 1992年. ISBN 8571642621.
- Pindorama revisitada (ポルトガル語). 2000年. ISBN 8585663464.
- A revolta da vacina mentes insanas em corpos rebeldes (ポルトガル語). 2003年. ISBN 8526220586.

## 脚註